# Seznam českých příjmení, Ú
Toto je seznam českých příjmení začínajících na písmeno Ú. Seznam zahrnuje pouze příjmení s nejméně deseti mužskými nositeli.
| Příjmení  | Počet | Přechýleně  | Počet | ORP s největší hustotou |
| --------- | ----- | ----------- | ----- | ----------------------- |
| Úlehla    | 359   | Úlehlová    | 350   | Břeclav                 |
| Úlovec    | 66    | Úlovcová    | 69    | Klatovy                 |
| Útrata    | 47    | Útratová    | 52    | Litvínov                |
| Úředníček | 46    | Úředníčková | 49    | Uherský Brod            |
| Úbl       | 46    | Úblová      | 43    | Blovice                 |
| Újezdský  | 44    | Újezdská    | 35    | Svitavy                 |
| Úradník   | 39    | Úradníková  | 50    | Kyjov                   |
| Úšela     | 31    | Úšelová     | 28    | Luhačovice              |
| Úradníček | 23    | Úradníčková | 29    | Králíky                 |
| Úrubek    | 10    | Úrubková    | 12    | Holešov                 |